# Frans Tijsmanstunnel
Frans Tijsmanstunnel – tunel drogowy w Antwerpii, biegnący pod kanałem Kanaaldok. Uroczyste otwarcie tunelu miało miejsce 14 września 1970 roku. Długość tunelu wynosi 820 m. Biegnie przez niego droga R2, mająca na całej długości tunelu po dwa pasy ruchu w każdą stronę. Obok tunelu przez Kanaaldok biegnie również most kolejowy Lillobrug.